# Destacamento de Exército Kempf
 O Destacamento de Exército Kempf, também referido por seu nome em alemão, Armee-Abteilung Kempf, foi uma formação da Wehrmacht, do tamanho de um exército, na Frente Oriental da Segunda Guerra Mundial.
Como parte do Grupo de Exércitos Sul, o Destacamento Kempf viu ação durante a Operação Cidadela, a tentativa alemã de cortar o saliente de Kursk e destruir uma grande parte do exército soviético.

## Histórico operacional
O destacamento foi formado em 1 de fevereiro de 1943 como Armee-Abteilung Lanz, liderado por Hubert Lanz. Em 21 de fevereiro de 1943, Lanz foi substituído por Werner Kempf e o destacamento foi renomeado para refletir essa mudança. Em fevereiro-março daquele ano, o destacamento lutou na Terceira Batalha da Carcóvia.
O destacamento participou da Batalha de Kursk. Começando na noite de 4/5 de julho de 1943, o III Panzer Corps, a principal formação de ataque do Exército Kempf, liderou a investida a leste de Belgorod. Após o fracasso da operação, o Destacamento de Exército Kempf recuou com o restante do Grupo de Exércitos do Sul. Kempf foi dispensado do comando em 17 de agosto de 1943, sendo substituído por Otto Wöhler. O destacamento foi designado então como o 8º Exército.
A ordem de batalha da Operação Cidadela foi:
- III Corpo Panzer: 6ª, 7ª e 19ª Divisão Panzer, 168ª Divisão de Infantaria
- XI Corpo do Exército: 106º, 198º, 320º Divisões de Infantaria
- XLII Corpo do Exército: 39ª, 161ª, 282ª Divisões de Infantaria